# Glengarriff
Glengarriff (in irlandese Gleann Garbh) è una località della Repubblica d'Irlanda. Fa parte della contea di Cork, nella provincia di Munster.